# Federal ventregroc
El federal ventregroc (Pseudoleistes virescens) és un ocell passeriforme de la família Icteridae. Els pit groc nois són aus que viuen en grans o mitjos esbarts que les poden formar amb el Molothrus bonariensis. Habiten en pasturatges aquàtics i matolls. A Amèrica del Sud es distribueix per Argentina a les províncies de Córboba, Província de San Luis, Chaco, Corrientes, Entre Ríos, Santa Fe i Buenos Aires ocasionalment es va registrar en Jujuy, Santiago del Estero i en Tucumán, al Brasil es distribueix per (Santa Catarina i Rio Gran do Sul), també es distribueix per l'Uruguai. Malgrat les captures comercials il·legals, Pseudoleistes virescens està en equilibri ecològic, però si aquestes segueixen, podria arribar a desequilibrar-se ecològicament.